# Saly Sarr
Saly Sarr (* 14. Oktober 2002 in Dakar) ist eine senegalesische Leichtathletin, die sich auf den Dreisprung spezialisiert hat. 2024 wurde sie in dieser Disziplin in Douala Afrikameisterin.

## Sportliche Laufbahn
Erste internationale Erfahrungen sammelte Saly Sarr im Jahr 2019, als sie bei den Jugendafrikameisterschaften in Abidjan mit übersprungenen 1,69 m die Silbermedaille im Hochsprung gewann und im Dreisprung mit 11,57 m den fünften Platz belegte. Zudem siegte sie dort im Siebenkampf mit 4005 Punkten. 2021 gelangte sie bei den U20-Weltmeisterschaften in Nairobi mit 12,93 m auf Rang acht im Dreisprung und im Jahr darauf gewann sie bei den Afrikameisterschaften in Port Louis mit 13,42 m die Silbermedaille hinter ihrer Landsfrau Sangoné Kandji. Anschließend gelangte sie bei den Islamic Solidarity Games in Konya mit 13,60 m auf den achten Platz. 2023 siegte sie mit 14,00 m bei den Spielen der Frankophonie in Kinshasa und im Jahr darauf gewann sie bei den Afrikaspielen in Accra mit 13,60 m die Bronzemedaille hinter der Nigerianerin Ruth Usoro und Winny Bii aus Kenia. Im Mai siegte sie mit 14,08 m beim Seiko Golden Grand Prix und im Juni siegte sie mit 14,06 m bei den Afrikameisterschaften in Douala. Anschließend verpasste sie bei den Olympischen Sommerspielen in Paris mit 13,96 m den Finaleinzug.

## Persönliche Bestleistungen
- Hochsprung: 1,69 m, 17. April 2019 in Abidjan
- Weitsprung: 5,71 m (+1,3 m/s), 1. Juli 2022 in Remiremont
- Dreisprung: 14,18 m (+0,2 m/s), 15. Juni 2024 in Nizza